# Helbah
Lo helbah è un pane tipico palestinese, fatto con farina di grano e aromatizzato con semi di fieno greco.
I semi vengono precedentemente messi a bagno in acqua dolce per tre giorni, cambiando l'acqua tutti i giorni, per eliminare il sapore amaro.

I semi così trattati vengono mescolati con la cipolla finemente tritata, olio di oliva, spezi e farina. La pasta ottenuta viene foggiata a mo' di calzoni e poi schiacciata e messa nel forno per la cottura.